# Krystian Adrych
Krystian Adrych – polski lekarz, profesor, doktor habilitowany nauk medycznych, profesor nadzwyczajny na Gdańskim Uniwersytecie Medycznym, specjalista od technologii chorób wewnętrznych oraz gastroenterologii. 

## Kariera naukowa
W 1987 roku na Gdańskim Uniwersytecie Medycznym uzyskał tytuł lekarza. W tym samym roku został zatrudniony na tejże uczelni, a w 1995 roku na jej Wydziale Lekarskim uzyskał stopień doktora nauk medycznych. W 2011 roku ten sam wydział nadał mu stopień doktora habilitowanego nauk medycznych na podstawie pracy pt. Adipokiny prozapalne i przeciwzapalne oraz czynniki stymulujące włóknienie narządów w przewlekłym zapaleniu trzustki. 23.08.2024r. otrzymał nominację profesorską w dziedzinie nauk medycznych.